# Crystal Palace LFC
Crystal Palace Ladies Football Club är en engelsk damfotbollsklubb från London bildad 1992. Klubbens smeknamn är "The Eagles" ("Örnarna").

## Placering tidigare säsonger
| Säsong  | Nivå | Liga                    | Placering | Referens | Notering |
| ------- | ---- | ----------------------- | --------- | -------- | -------- |
| 2018/19 | 2    | FA Women's Championship | 10        | [ 1 ]    |          |
| 2019/20 | 2    | FA Women's Championship | 9         | [ 2 ]    |          |
| 2020/21 | 2    | FA Women's Championship | 7         | [ 3 ]    |          |
| 2021/22 | 2    | FA Women's Championship | 4         | [ 4 ]    |          |
| 2022/23 | 2    | FA Women's Championship | 5         | [ 5 ]    |          |
| 2023/24 | 2    | FA Women's Championship | 1         | [ 6 ]    |          |